# Erioptera aletschina
Erioptera aletschina là một loài ruồi trong họ Limoniidae. Chúng phân bố ở miền Cổ bắc.